# Coppa del mondo di ciclocross 1995-1996
La Coppa del mondo di ciclocross 1995-1996, terza edizione della competizione, si svolse tra il 15 ottobre 1995 ed il 11 gennaio 1996. Luca Bramati vinse il titolo.

## Uomini élite

### Risultati
| # | Data        | Città       | Evento                         | Vincitore          | Leader della Cl. mondiale |
| - | ----------- | ----------- | ------------------------------ | ------------------ | ------------------------- |
| 1 | 15 ottobre  | Wangen      | Cyclo-Cross Wangen             | Luca Bramati       | Luca Bramati              |
| 2 | 29 ottobre  | Heerlen     | Internationale Veldrit Heerlen | Luca Bramati       | Luca Bramati              |
| 3 | 3 novembre  | Variano     | Ciclocross di Variano          | Luca Bramati       | Luca Bramati              |
| 4 | 2 dicembre  | Praga       | Praha Cyclo-Cross              | Dieter Runkel      | Luca Bramati              |
| 5 | 10 dicembre | Igorre      | Ziklokross Igorre              | Daniele Pontoni    | Luca Bramati              |
| 6 | 28 dicembre | Loenhout    | Azencross                      | Paul Herijgers     | Luca Bramati              |
| 7 | 11 gennaio  | Pontchâteau | Cyclo-Cross Pont-Château       | Adrie van der Poel | Luca Bramati              |

### Classifica generale
| Pos. | Corridore           | Punti |
| ---- | ------------------- | ----- |
| 1    | Luca Bramati        | 100   |
| 2    | Richard Groenendaal | 83    |
| 3    | Beat Wabel          | 63    |
| 4    | Dieter Runkel       | 57    |
| 5    | Daniele Pontoni     | 56    |
| 6    | Adrie van der Poel  | 54    |
| 7    | Erwin Vervecken     | 49    |
| 8    | Wim de Vos          | 46    |
| 9    | Radomír Šimůnek sr. | 45    |
| 10   | Jérôme Chiotti      | 43    |